# Czarny Las (Radomsko)
Pour les articles homonymes, voir Czarny Las.
Czarny Las est une localité polonaise de la gmina de Żytno, située dans le powiat de Radomsko en voïvodie de Łódź.